# جیمز بیویک
جیمز بیویک (انگلیسی: James Bewick; ۲۱ دسامبر ۱۹۰۶ – ۱۹۷۹ (۷۲−۷۳ سال)) بازیکن فوتبال اهل بریتانیا بود.
از باشگاه‌هایی که در آن بازی کرده‌است می‌توان به باشگاه فوتبال ساوت شیلدز، باشگاه فوتبال پورت ویل، باشگاه فوتبال والسال، و باشگاه فوتبال یئوویل تاون اشاره کرد.